# Sistem multi-agent
Sistemul multi-agent este format dintr-un număr de agenți software inteligenți de același tip sau diferit specializați care acționează separat spre rezolvarea în colectiv a unei probleme, interacționând prin schimb de mesaje Agenții individuali angajați într-un sistem multiagent au diferite țeluri sau motivații. Sistemele multi-agent pot rezolva probleme care pentru un agent software individual sau un sistem software monolitic (care activează la modul "mono-agent") sunt prea dificile (practic nerezolvabile). Pentru succesul interacțiunii, agenții trebuie să aibă capacitatea de cooperare, de coordonare și de negociere cu alți agenți.
- Domeniul sistemelor multiagent este puternic interdisciplinar, el se inspiră din diverse ramuri: economie, tehnică, filozofie, logică, ecologie, științe sociale, etc. Din acest motiv nu trebuie să surprindă existența mai multor puncte de vedere asupra a ceea ce reprezintă un proiect de sistem multi-agent. [2]
- Sistemele multi-agent sunt - prin definiție - o subclasă a sistemelor concurențiale, iar unii membri din comunitatea sistemelor distribuite sau calculului distribuit ar putea să pună întrebarea dacă sistemele multiagent sunt suficient de diferite de standardul sistemelor distribuite sau sistemelor concurente ca să justifice un studiu separat. Răspunsul este afirmativ pentru că agenții sunt presupuși autonomi, iar sincronizarea și coordonarea structurilor într-un sistem multiagent se face la momentul execuției și nu la momentul proiectării. În plus, agenții sunt entități cu interese proprii ("economice"), urmărind îndeplinirea unui scop individual sau colectiv la nivelul sistemului multi-agent.[2]

### Metrici universale de tip cutie neagră de măsurare a inteligenței sistemelor
Pe baza diversității mari de sisteme inteligente (agenți inteligenți și sisteme multi-agent cooperative inteligente), trebuie utilizate metrici universale capabile să măsoare inteligența sistemelor și, totodată, să compare sistemele pe baza inteligenței lor. Una dintre proprietățile cele mai importante ale unei metrici de măsurare a inteligenței este tratarea aspectului de variabilitate în inteligență. Metricile de inteligență de tip cutie neagră, cum ar fi MetrIntMeas , MetrIntPair , MetrIntPairII  și metoda ExtrIntDetect  sunt universale, deoarece nu depind de arhitectura sistemelor a căror inteligență o măsoară. MetrIntPair este o metrică precisă care poate măsura și compara simultan inteligența a două sisteme. MetrIntPairII este o metrică precisă și robustă care poate măsura și compara simultan inteligența unui număr oarecare de sisteme inteligente. Metricile MetrIntPair și MetrIntPairII folosesc măsurători specifice de inteligență bazate pe o metodă de măsurare pe perechi și pot clasifica sistemele studiate în clase de inteligență. MetrIntMeas poate măsura și compara inteligența unui sistem studiat cu o inteligență de referință. Metoda ExtrIntDetect poate să detecteze sistemele cu inteligență extremă dintr-un set de sisteme inteligente studiate. 